# 新亚甲蓝
新亚甲蓝（英語：new methylene blue，NMB）是一种噻嗪类杂环的有机化合物，用作染色剂和抗菌剂。它被归类为双腙染料，发色团是阳离子，阴离子通常未指定。

## 应用
新亚甲蓝是一种用于细胞病理学和组织病理学的染色剂，通常用于染色未成熟红细胞。这是一种体外活体染剂。它与亚甲蓝密切相关。

## 安全性
新亚甲蓝有毒，应避免皮肤接触或吸入。